# ثبي (تريم)
ثبي هي إحدى قرى عزلة تريم بمديرية تريم التابعة لمحافظة حضرموت، بلغ تعداد سكانها 2438 نسمة حسب تعداد اليمن لعام 2004.